# السیو آرفه
السیو آرفه (انگلیسی: Alessio Arfè؛ زادهٔ ۱۸ ژانویهٔ ۱۹۸۷) بازیکن فوتبال اهل ایتالیا است.
از باشگاه‌هایی که در آن بازی کرده‌است می‌توان به باشگاه فوتبال روبور سیه‌نا اشاره کرد.